# برفاشينال سكي سميولير
برفاشينال سكي سميولير (بالإنجليزية: Professional Ski Simulator)‏ ، هي لعبة فيديو من نوع التزلج على الجليد، أنتجت عام 1987م.

## وصلات خارجية
- Professional Ski Simulator في موقع World of Spectrum
- Advanced Ski Simulator على موبي غيمز
- Professional Ski Simulator at Lemon 64
- Advanced Ski Simulator at Lemon Amiga
- Advanced Ski Simulator at The Little Green Desktop